# Campylospermum elongatum
Campylospermum elongatum är en tvåhjärtbladig växtart som beskrevs av Van Tiegh.. Campylospermum elongatum ingår i släktet Campylospermum och familjen Ochnaceae. Inga underarter finns listade i Catalogue of Life.